# Saratoga (banda)
Saratoga es una banda de heavy metal española originaria de Madrid. Fue formada en 1992 por el bajista Niko del Hierro y el guitarrista Jero Ramiro.
La banda ha contado con diversas formaciones. La última la conforman Niko del Hierro (único miembro que ha permanecido en el grupo durante toda su historia), Tete Novoa, Jero Ramiro y Arnau Martí.

## Historia

### Primeros años."Saratoga", "Tributo" y "Mi Ciudad"
En 1992, el bajista Niko del Hierro y el guitarrista Jero Ramiro deciden formar Saratoga tras dejar sus anteriores bandas (Barón Rojo y Ñu respectivamente). En un principio se les unió Marcos Parra a la batería, aunque sería sustituido pronto por Joaquín Arellano "El Niño", y Tony Domínguez a la voz. Fue entonces cuando se grabaron las primeras maquetas del grupo. A los pocos meses Fortu Sánchez entró a formar parte del grupo, sustituyendo a Tony Domínguez. 
Con esta formación editan su primer álbum, "Saratoga", en el año 1995. Posteriormente se lanzó en Japón, donde logran vender unas 2000 copias. Durante la promoción del disco graban en los estudios de Cadena 100 de Madrid  el EP "Acústico Cadena 100", que contiene versiones en acústico de 6 temas. Destinados solo a prensa y medios, los ejemplares fabricados son numerados individualmente y hoy en día son muy buscados por coleccionistas y aficionados.
En 1996 sacan un disco de versiones de canciones emblemáticas del rock español llamado "Tributo" , del que posteriormente renegaron e incluso se arrepintieron de grabar puesto que al desconocer la comunidad heavy-rockera su anterior trabajo pensaban que Saratoga era un grupo de versiones y les pedían todo tipo de canciones. Es en este momento cuando Fortu decide abandonar el grupo para reunir de nuevo a Obús. Su sustituto para afrontar la gira de presentación del disco fue Gabriel Boente. 
Con el nuevo vocalista lanzaron al mercado "Mi ciudad" en 1997. Con este disco entran por primera vez en la lista de Afive. En este álbum se endurece el sonido de la banda y podemos encontrar canciones como "Perro Traidor", "Mi Ciudad", "Lejos de ti" o "Rojo Fuego", que se han convertido en auténticos himnos que la banda mantendría en sus conciertos a lo largo de los años. En 1998, Gabriel Boente y Joaquín Arellano "El Niño" dejan el grupo y Saratoga se ve en crisis y está a punto de desaparecer.

### Llegada del éxito."Vientos de Guerra", "Agotarás"y"El Clan de la Lucha"
Después de varios cástines, Niko y Jero encuentran un nuevo batería, Dani Pérez, procedente del grupo Eczema, y un vocalista, Leo Jiménez, un joven de 19 años originario de Fuenlabrada, procedente de grupos como Al Borde, Krysalida y Azabel.
En 1999 sacan "Vientos de Guerra", donde dan un toque más moderno a su música y consiguen lograr una identidad propia y renovada. Con este disco los conciertos del grupo se suceden por toda España y, poco a poco, la asistencia de público a ellos va en aumento, creando una buena base de seguidores. Para reflejar este buen momento de forma, la banda lanza al mercado un doble CD en directo llamado "Tiempos de Directo". Este directo fue grabado en vivo en la sala Caracol de Madrid el 19 de mayo del 2000.
En el año 2002 Saratoga editan "Agotarás", disco que marcaría un antes y un después en la historia de la banda. En este álbum la banda consigue un sonido equiparable a lo que se estaba haciendo en el metal europeo en esos momentos. Las canciones fueron muy trabajadas por todos los miembros del grupo, fusionando la visión más tradicional de Jero y Niko con las modernas aportaciones de Leo y Dani Pérez. El disco tuvo un gran éxito comercial y puso a Saratoga a la cabeza del heavy metal español.
Durante el tour de presentación de "Agotarás", en 2003, lanzan el maxi single "Heaven's Gate" con miras al mercado internacional. Este trabajo contiene dos versiones en inglés de canciones anteriores ("Heaven's Gate" y "Show Me Your Pride") y las versiones de estudio de dos temas que solamente se habían grabado en directo ("Lágrimas de Dolor" y "Se Olvidó"). Tras esto llegó el turno del DVD en directo "A Morir", grabado el 8 de marzo de 2003 en la Sala Aqualung de Madrid y editado a finales de ese mismo año.
A finales de año entran al estudio para la grabación de su siguiente álbum, "El Clan de la Lucha", que finalmente sale a la venta en marzo de 2004, contando con Big Simon como productor. En el disco se incluye un DVD con las canciones tocadas en vivo que no pudieron meter, por temas de espacio, en el directo "A Morir". La gira de este trabajo incluyó abrir para Mägo de Oz su concierto en Las Ventas, Madrid, ante 10,000 personas, y fue su gira más larga hasta el momento, casi dos años sin parar.
También publicaron, el 1 de diciembre de 2004, el CD/DVD "1992-2004" en el que se recopila material de todo tipo (conciertos inéditos, fotos) desde los inicios del grupo hasta 2004, pasando por los primeros locales y acabando por grandes salas y festivales.

### "Tierra de lobos"y cambios en la formación.
El 28 de noviembre de 2005 sacan un nuevo álbum llamado "Tierra de lobos"  y dan un giro a su música, haciéndola más dura y extrema, pero sin perder la esencia de Saratoga. El disco fue mezclado y masterizado por Big Simon y se grabó un videoclip para la canción "Barcos de cristal". El 17 de diciembre del mismo año se desvela la noticia de la salida de Dani Pérez de la banda. El batería, que en ese momento estaba en tres grupos diferentes (Saratoga, Stravaganzza y Skizoo), decide volcar su energía en sus otros dos proyectos. Se anuncia a la vez que el nuevo baterista es Andy C, quien, entre otros, tocaba en Dark Moor.
La gira de presentación del disco arranca en enero de 2006 en Madrid, en la sala Aqualung consiguiendo el sold-out. Sin embargo, a inicios del verano Leo Jiménez hizo oficial en una entrevista que Saratoga se tomaría un parón a partir de octubre, siendo el último concierto de la gira en ese mismo mes. Entre las razones citadas, el cantante mencionó que tanto él como Jero Ramiro querían tomar un descanso de la agenda ajetreada de Saratoga, así como en su caso dedicar más tiempo a su banda paralela, Stravaganzza.
Finalmente, el 2 de noviembre, se anuncia que el parón es en realidad la salida de Leo Jiménez y Jero Ramiro de las filas de Saratoga. Al mismo tiempo, Niko del Hierro y Andy C anuncian su intención de continuar con la banda.
Antes de acabar el año, Saratoga edita la versión en inglés de su disco "El Clan de la Lucha", llamada "The Fighting Clan". Aunque se había comenzado la grabación de las voces en inglés al tiempo que se grabó el disco en español, fue años después cuando finalmente se edita, sin mayores cambios además de una nueva masterización a cargo de Hadrien Fregnac y de las voces en inglés de Leo Jiménez.

### Nueva formación."VII"y"Secretos y Revelaciones"
A principios de 2007 se anuncia la elección de Tony Hernando como el nuevo guitarrista, seguido de la adición de Tete Novoa en el vacante puesto de vocalista. Pocos meses después, el grupo entra al estudio a grabar su nuevo disco, "VII", el cual salió a la venta el 8 de octubre. Producido por Niko del Hierro y Tony Hernando, de este disco se rueda el videoclip del tema "El vuelo del halcón". El primer concierto de esta nueva formación se dio en el Viñarock 2007 y se suman algunos conciertos, incluyendo en Madrid y por primera vez un concierto en América, concretamente en la ciudad de Quito, Ecuador. Posteriormente, en noviembre comienzan su gira presentando el disco "VII", siendo los últimos conciertos de ésta en febrero de 2009.
El 5 de octubre de 2009 sale el videoclip del tema "No Sufriré Jamás Por Ti", primer sencillo de su siguiente disco, "Secretos y revelaciones". Este disco, editado ese mismo día, es producido nuevamente por Del Hierro y Hernando, equipo al que se suma Roland Grapow en la masterización. "El planeta se apaga" fue el segundo sencillo de este disco. Estos dos singles, junto con "Deja Vu", fueron lanzados en un maxi-sinlge previo a la salida del álbum.
La gira de este disco comienza en octubre en España y los lleva a su primera gira en América Latina, ocurrida en junio de 2010. En esta gira se grabó el CD+DVD en directo "Revelaciones de una noche", de un concierto realizado en la Sala Penélope en Madrid, España, durante el mes de marzo. La grabación fue lanzada el 7 de junio de 2010. En septiembre de 2011, la discográfica Avispa Music lanzó un recopilatorio de Saratoga llamado "Si no amaneciera...", en el cual se recopilaban todas las baladas del grupo desde su primer disco hasta el último, más alguna rareza como alguna de esas baladas en acústico. En octubre del mismo año regresan a América Latina y por primera vez se presentan en Estados Unidos.

### "Némesis"y parón.
El 8 de mayo de 2012 sale a la venta un nuevo disco, llamado "Némesis", nuevamente producido por Del Hierro y Hernando y masterizado por Roland Grapow. Ese mismo día se estrena el nuevo videoclip, "Revolución": un tema dedicado a sus seguidores latinoamericanos. El videoclip contiene imágenes de los conciertos realizados durante la anterior gira latinoamericana.
La gira promocional de este disco comienza el mes de mayo, en Valladolid, España, y se extiende hasta el 2013, comenzando el año de gira por América Latina. Para conmemorar el vigésimo aniversario de la banda se realizó un concierto especial el 20 de octubre de 2012 en Madrid, España. En este concierto participaron todos los antiguos miembros de Saratoga que habían grabado discos con el grupo, exceptuando a Jero Ramiro.
Aún con fechas de la gira sin realizar, el 6 de agosto de 2013 la banda publica un comunicado, firmado por Niko del Hierro, en su página web oficial en el que anuncian un cese indefinido de su actividad musical, citando cansancio personal después de veintiún años de actividad con la banda. La gira terminó en noviembre de ese año.

### Regreso."Morir en el bien, vivir en el mal"y"Aeternus"

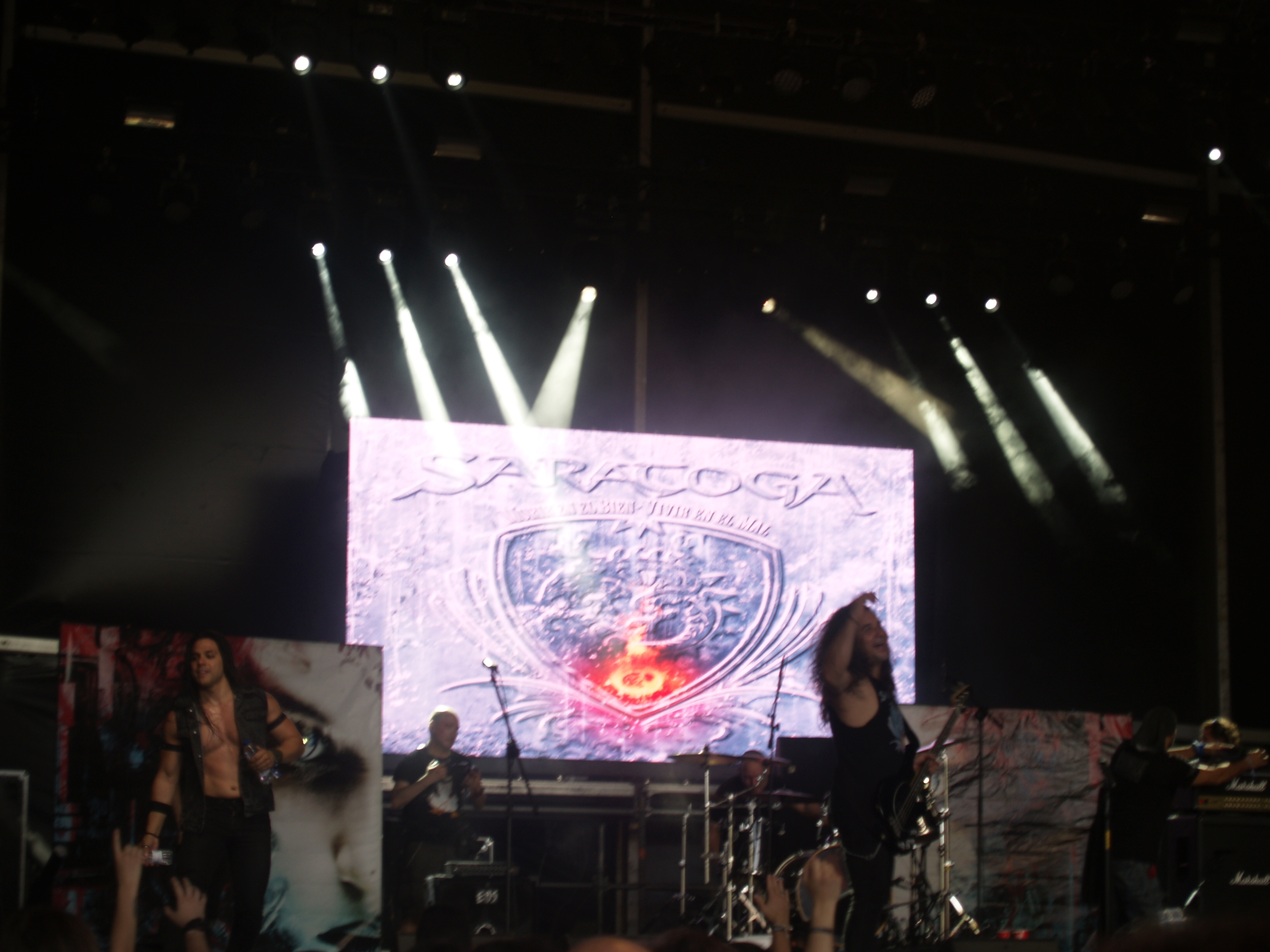
Actuación en el Rock Fest Barcelona 2017

En octubre de 2014, Niko del Hierro y Jero Ramiro anunciaron el regreso de Saratoga a los escenarios, sin anunciar la formación completa. Al mes siguiente se anunció que Tete Novoa y Dani Pérez se re-integraban a la banda, dando como resultado una formación de antiguos miembros pero inédita. Al principio, declaraciones de la banda confirmaban que se había contactado con Leo Jiménez para reunirse con ellos, aunque en el documental "El Regreso" esta información se omitió. Durante 2015, la banda se embarca en una gira que lleva por primera vez a Ramiro y Pérez a América.
En enero de 2016 finaliza la gira de regreso en Madrid y Jero Ramiro anuncia que la banda trabaja en un nuevo disco a editarse en 2016, siendo el primer disco grabado con la nueva formación. "Morir en el bien, vivir en el mal" ve la luz el 13 de mayo, siendo "Como el viento" el primer sencillo y la canción elegida para videoclip. La nueva gira les vuelve a llevar por toda España y algunos países de América. El segundo videoclip del disco fue para la canción "Mi venganza".
En junio de 2017 se anuncia una gira para celebrar sus 25 años de trayectoria y 15 años desde el lanzamiento del disco "Agotarás". La gira, llamada "25 años de historia/15 años de una leyenda", arranca en Mallorca el 14 de octubre de 2017 y, tras su paso por gran parte de España y Latinoamérica, culmina el 24 de marzo de 2018 en Madrid. En dicha gira se interpretó al completo el disco "Agotarás", además de una recopilación de éxitos de otros discos. Jero Ramiro no pudo acudir a las citas de fuera de España debido a problemas de espalda y fue sustituido por Alberto Rionda. En julio salió a la venta el DVD de edición limitada y numerada "25/15, el documental".
El 16 de noviembre de 2018 el grupo publica el disco "Aeternus". El tema elegido para el primer videoclip fue "El Olvidado de Dios". La balada "Acuérdate de mí" fue la elegida para hacer el segundo videoclip del disco. La gira promocional del disco vuelve a recorrer España y algunos países de América. El 9 de octubre de 2020 Dani Pérez anuncia su salida del grupo. Pocas semanas después inician un casting buscando nuevo baterista y el elegido fue Jorge Garrido, conocido youtuber español bajo el pseudónimo 'El Estepario Siberiano', quien fue presentado en diciembre.

### Celebración del 30 aniversario:"XXX"
En enero de 2021 se confirma que la banda estaba en los estudios NewLife regrabando algunas de sus canciones más emblemáticas para un próximo lanzamiento. Ya en verano, Saratoga anuncia sus primeros conciertos con la nueva formación, incluyendo algunas fechas en Ecuador como teloneros de Mägo de Oz. En septiembre revelaron la portada y la lista de canciones elegidas para la regrabación. Además estrenaron videoclip para la nueva versión de "Si amaneciera". El 5 de noviembre de 2021 sale a la venta el disco de regrabaciones "XXX", que conmemora los 30 años de trayectoria de la banda. En marzo de 2022 se estrenó un nuevo videoclip, esta vez de la canción "Maldito corazón".
Desde finales de 2021 y durante todo 2022, Saratoga se embarcaron en su larga y exitosa "Gira XXX Aniversario", que recorrió todo el territorio nacional, México y Ecuador. Durante la gira se grabó un DVD en la sala La Riviera de Madrid. Para ese concierto se agotaron las entradas y la banda contó con invitados como los hermanos Escobedo (Sôber), Víctor García y Pablo García (WarCry), Pepe Herrero (Stravaganzza) y, su antiguo cantante, Leo Jiménez. Jero Ramiro no pudo estar presente en los conciertos de México y en su lugar tocó el guitarrista peruano Charlie Parra.
El 3 de enero de 2023 vio la luz el doble CD + DVD "22/10/22… La historia continúa", que contiene la actuación grabada en La Riviera durante la gira del 30 aniversario. A continuación, se inició una nueva gira apoyando el reciente lanzamiento. En los directos en América se volvió a contar con Charlie Parra debido a problemas laborales y de salud de Jero Ramiro.
En marzo de 2023 Jorge 'El Estepario Siberiano' abandona el grupo para centrarse en hacer vídeos y en sus redes sociales. Su sustituto en la batería fue Arnau Martí, que se incorporó inmediatamente para continuar con la gira. Dicha gira se extendió durante todo 2023 y gran parte de 2024, con vuelta a América incluida.
En noviembre de 2024 la banda inició una nueva gira por salas denominada "El clan de los lobos" y centrada en los discos "El clan de la lucha" y "Tierra de lobos".  La gira se extendió a varios países de América, incluyendo a Uruguay, Bolivia, Chile, Argentina y México. En diversas entrevistas los miembros del grupo han adelantado que están trabajando en un nuevo álbum de estudio.

## Miembros
- Niko Del Hierro - Bajo (1992-2013, 2014-presente)
- Jero Ramiro - Guitarra (1992-2006, 2014-presente)
- Tete Novoa - Voz (2007-2013, 2014-presente)
- Arnau Martí - Batería (2023-presente)

### Miembros anteriores
- Marcos Parra - Batería (1992)
- Tony Domínguez - Voz (1993)
- Fortu Sánchez - Voz (1994-1996)
- Gabi Boente - Voz (1997-1998)
- Joaquín Arellano (El Niño) - Batería (1992-1998)
- Leo Jiménez - Voz (1999-2006)
- Tony Hernando - Guitarra (2007-2013)
- Andy C. - Batería, teclados (2005-2013)
- Dani Pérez - Batería (1998-2006, 2014-2020)
- El Estepario Siberiano - Batería (2020-2023)

## Discografía

### Álbumes
- Saratoga (1995)
- Tributo (1996)
- Mi ciudad (1997)
- Vientos de guerra (1999)
- Agotarás (2002)
- El clan de la lucha (2004)
- Tierra de lobos (2005)
- The fighting clan (2006)
- VII (2007)
- Secretos y revelaciones (2009)
- Némesis (2012)
- Morir en el bien, Vivir en el mal (2016)
- Aeternus (2018)

### En vivo
- Tiempos de directo (2000)
- A morir (2003)
- Revelaciones de una noche (2010)
- El Concierto de los Cien Duros (2014)
- Vuelve a Morir 15 Años Después (2018)
- 22/10/22... La historia continúa (2023)

### EPs/Sencillos
- Acústico Cadena 100 (1996)
- Rojo Fuego En Directo (2000)
- Heaven's Gate (2003)
- No sufriré jamás por ti (2009)
- El Olvidado De Dios (2018)

### Recopilaciones
- 1992-2004 (2004)
- Si no amaneciera (Baladas) (2011)
- Grandes Éxitos (2016)
- Cuarto de Siglo (2017)
- XXX (2021)